# Sant'Antonio (Bellinzona)
Sant'Antonio (in dialetto ticinese Sant Antoni) è un quartiere di 314 abitanti della città svizzera di Bellinzona, sito nel Canton Ticino in valle Morobbia.

## Geografia fisica
Il paese è situato sul percorso dell'antica mulattiera che conduce al passo San Jorio ed è, insieme a Pianezzo, uno dei due quartieri di Bellinzona in Valle Morobbia.

## Storia

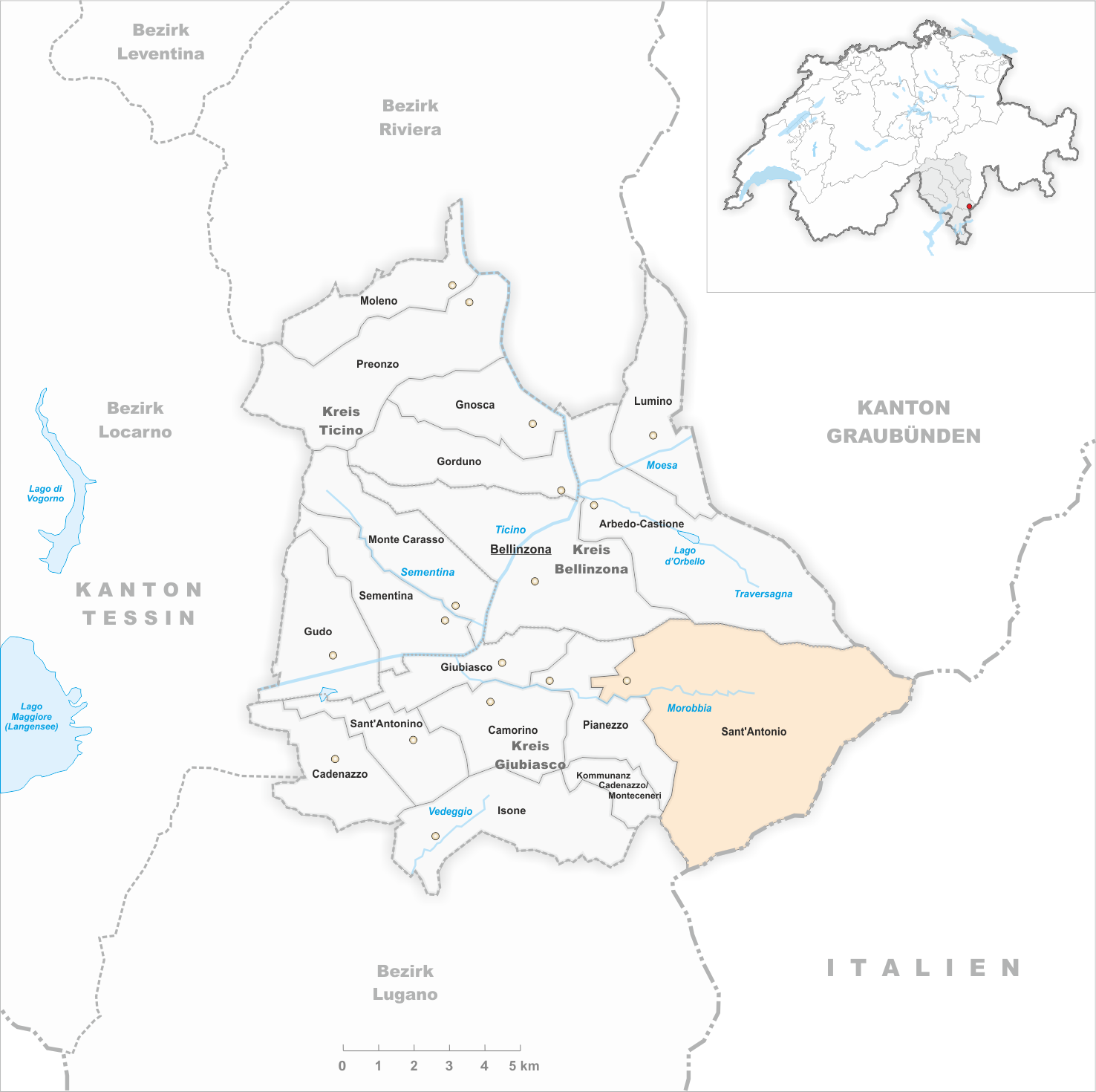
Il territorio del comune di Sant'Antonio prima degli accorpamenti comunali del 2017

È stato un comune autonomo, che si estendeva per 33,6 km², dal 1831, quando fu istituito con la divisione del comune soppresso di Vallemorobbia nei nuovi comuni di Pianezzo, Sant'Antonio e Vallemorobbia in Piano, fino al 1º aprile 2017; il 2 aprile 2017 è stato accorpato al comune di Bellinzona assieme agli altri comuni soppressi di Camorino, Claro, Giubiasco, Gnosca, Gorduno, Gudo, Moleno, Monte Carasso, Pianezzo, Preonzo e Sementina.

## Monumenti e luoghi d'interesse
- Chiesa dei Santi Antonio Abate e Abbondio (ante 1371, ricostruita nel XVI secolo)[1];
- Oratorio di San Bernardino da Siena in località Carena[senza fonte];
- Rovine del maglio di Carena, complesso siderurgico eretto nel 1792-1793[senza fonte]: la località, in cui si svolsero attività estrattive dal XV al XIX secolo[1], è il centro abitato più alto del territorio comunale di Bellinzona, a 958 m.sl.m[senza fonte].

## Società

### Evoluzione demografica
L'evoluzione demografica è riportata nella seguente tabella:
Abitanti censiti

## Amministrazione
Ogni famiglia originaria del luogo fa parte del cosiddetto comune patriziale e ha la responsabilità della manutenzione di ogni bene ricadente all'interno dei confini della frazione. Presidente dell'ufficio patriziale è Renato Codiroli.